# Euryparyphes mamorensis
Euryparyphes mamorensis är en insektsart som beskrevs av Defaut 1987. Euryparyphes mamorensis ingår i släktet Euryparyphes och familjen Pamphagidae. Inga underarter finns listade i Catalogue of Life.